# Livađani
Livađani falu Horvátországban Pozsega-Szlavónia megyében. Közigazgatásilag Lipikhez tartozik.

## Fekvése
Pozsegától légvonalban 47, közúton 62 km-re nyugatra, községközpontjától légvonalban 7, és közúton 8 km-re délnyugatra, Nyugat-Szlavóniában, a Subocka-patak partján fekszik. Keletről Donji Čaglić, északról Subocka, délről Brezovac Subocki és Kričke falvak határolják.

## Története
A térség a 16. század közepétől több mint száz évig török uralom alatt állt. A 17. század végétől a török kiűzése után a területre folyamatosan telepítették be a keresztény lakosságot. Az első katonai felmérés térképén „Dorf Livadjanije” néven találjuk. Lipszky János 1808-ban Budán kiadott repertóriumában „Livadjane” néven szerepel. Nagy Lajos 1829-ben kiadott művében „Livadjane” néven 65 házzal, 8 katolikus és 324 ortodox vallású  lakossal találjuk.
1857-ben 107, 1910-ben 187 lakosa volt. 1910-ben a népszámlálás adatai szerint teljes lakossága szerb anyanyelvű volt. A gradiskai határőrezredhez tartozott, majd a katonai közigazgatás megszüntetése után Pozsega vármegye Pakráci járásának része volt. Az első világháború után 1918-ban az új szerb-horvát-szlovén állam, majd később (1929-ben) Jugoszlávia része lett. 1991-ben lakosságának 98%-a szerb nemzetiségű volt. A délszláv háború idején kezdetben szerb ellenőrzés alatt állt. Az Orkan-91 hadművelet keretében 1991. november 17-én foglalta vissza a horvát hadsereg. A szerb lakosság nagy része elmenekült. 2011-ben mindössze 7 lakosa volt.

## Lakossága
| Lakosság változása | Lakosság változása | Lakosság változása | Lakosság változása | Lakosság változása | Lakosság változása | Lakosság változása | Lakosság változása | Lakosság változása | Lakosság változása | Lakosság változása | Lakosság változása | Lakosság változása | Lakosság változása | Lakosság változása | Lakosság változása |
| ------------------ | ------------------ | ------------------ | ------------------ | ------------------ | ------------------ | ------------------ | ------------------ | ------------------ | ------------------ | ------------------ | ------------------ | ------------------ | ------------------ | ------------------ | ------------------ |
| 1857               | 1869               | 1880               | 1890               | 1900               | 1910               | 1921               | 1931               | 1948               | 1953               | 1961               | 1971               | 1981               | 1991               | 2001               | 2011               |
| 107                | 136                | 108                | 196                | 180                | 187                | 178                | 191                | 156                | 168                | 151                | 107                | 83                 | 58                 | 19                 | 7                  |